# 帝國之後
帝國之後：美國秩序的崩潰（法語：Après L'Empire：essai sur la décomposition du système américain）是法國人口統計學家和社會學家伊曼紐爾·托德(Emmanuel Todd)於2001年出版的一本書。在書中，托德審視了現代美國的根本弱點，從而得出結論認為美國正在迅速失去其在經濟、軍事和意識形態方面對世界舞台的控制。托德預測美國，作為現時全球唯一超級大國，將衰落。

## 1976年蘇聯解體預言
1976年，25歲的托德因預測了蘇聯的垮台引起了人們的注意，因此在20世紀70年代後期托德被廣泛稱為“反共主義者”。在《帝國之後》出版後，他也被攻擊為“反美主義者”一樣。不過托德對這些標籤嗤之以鼻，他將自己描述為歷史學家和人類學家。他指促使他寫作《帝國之後》的動機是他作為歷史學家對世界現況的關注，而不是政治狂熱。2002年，托德認為美國將重蹈1970年代對蘇聯犯下的同樣錯誤，耗費資源在侵略及軍事活動的擴張。

## 冷戰後的地緣政治氣候
托德寫道，在美國主要對手蘇聯突然解體之後，美國成為一個絕對帝國，但這種情況不是出於戰略勝利，而是出於偶然。 隨著經濟全球化，美國沉迷於利用流入的資本進行炫耀性的奢侈消費，同時國家債務越來越多。托德認為由於過度的軍備開支、不平等和國內的不滿，美國事實上就像一個搖搖欲墜的羅馬帝國。為了防止其債權人追債，美國需要做的就是揮舞大棒。托德寫道︰“真正的美國太弱了，除了可以對付軍事侏儒之外無法與任何人抗衡， 這就是為什麼美國只對朝鮮、古巴和伊拉克等國家充滿敵意，因為這些國家只是欠發達國家，而且早已因為數十年的經濟制裁而疲憊不堪。這種「代表很少或沒有軍事風險的衝突」允許美國軍隊在全世界的存在。此外，由於媒體的戲劇性報導，給了美國人一個基本事實完成不同的現實。托德認為，美國無法直接挑戰一個軍事上更強大的國家。他寫道︰“當今世界只有一個對全球穩定的威脅，那就是美國本身。它曾經是世界的保護者，但現在卻是掠奪者。“